# The Magic of Boney M. — 20 Golden Hits
The Magic of Boney M. — 20 Golden Hits (с англ. — «Волшебство Boney M. — 20 золотых хитов») — сборник лучших хитов группы Boney M., исполненных группой за все предыдущие годы, включая неальбомные синглы «Mary’s Boy Child / Oh My Lord» и «Hooray! Hooray! Holi-Holiday». Был издан в феврале 1980 года. Альбом стал очередным коммерческим успехом группы, возглавив большинство европейских чартов и став третьим подряд альбомом группы, возглавившим британские чарты. Однако кавер-версия песни 1967 года «My Friend Jack» группы The Smoke оказалась в Великобритании менее успешной, не поднявшись выше 57 места.
19 из 20 треков на альбоме The Magic Of Boney M. на самом деле были синглами, единственное исключение — «Oceans of Fantasy». Из-за временны́х ограничений винилового альбома и количества включенных треков большинство песен появилось в слегка отредактированной форме.

## Список песен
Сторона А
1. «Rivers of Babylon» (Доу, МакНаутон) — 3:59
2. «Daddy Cool» (Фрэнк Фариан, Рейам) — 3:25
3. «Sunny» (Боббо Хебб[англ.]) — 3:14
4. «Белфаст» (Биллсберри, Дойчер, Менке) — 2:25
5. «El Lute[англ.]» (Фрэнк Фариан, Джей, Блюм) — 4:24
6. «No Woman, No Cry» (Форд, Боб Марли) — 2:58
7. «Rasputin» (Фрэнк Фариан, Джей, Рейам) — 3:40
8. «Painter Man» (Филлипс, Пикетт) — 3:10
9. «Ma Baker» (Фрэнк Фариан, Джей, Рейам) — 3:44
10. «Gotta Go Home» (Фрэнк Фариан, Джей, Хайнц и Юрген Хут) — 3:45

Сторона В
1. «My Friend Jack[англ.]» (The Smoke[англ.] ) — 4:31
2. «I See a Boat on the River» (Фрэнк Фариан, Джей, Рулофс) — 4:29
3. «Brown Girl in the Ring» (Фрэнк Фариан) — 3:06
4. «Mary's Boy Child – Oh My Lord» (Джестер Хейрстон[англ.], Фрэнк Фариан, Джей, Лорин) — 4:31
5. «Bahama Mama» (Фрэнк Фариан, Джей) — 3:17
6. «I’m Born Again» (Джей, Рулофс) — 3:57
7. «Oceans of Fantasy» (Кавол, Джей, Зилл) — 3:19
8. «Ribbons of Blue» (Кейт Форси[англ.]) — 3:04
9. «Still I’m Sad» (Джим Маккарти, Пол Самвелл-Смит) — 3:40
10. «Hooray! Hooray! It's a Holi-Holiday» (Фрэнк Фариан, Джей) — 3:11

## Чарты
Альбом
| Горд | Чарт            | Позиция |
| ---- | --------------- | ------- |
| 1980 | UK Albums Chart | 1       |
| 1980 | Норвегия        | 2       |

Синглы
| Год  | Синглы         | Чарт             | Позиция |
| ---- | -------------- | ---------------- | ------- |
| 1980 | My Friend Jack | UK Singles Chart | 57      |
| 1980 | My Friend Jack | Норвегия         | 6       |

## Сертификация
| Регион | Сертификация | Продажи  |
| --- | ------------ | -------- |
| Канада (Music Canada) | Платиновый   | 100 000^ |
| Финляндия (Musiikkituottajat)                                                                                            | Золотой      | 25,000   |
| Германия (BVMI) | Золотой      | 250 000^ |
| Гонконг (IFPI Hong Kong)                                                                                                 | Платиновый   | 20 000*  |
| Нидерланды (NVPI) | Платиновый   | 100 000^ |
| Новая Зеландия (RMNZ) | Платиновый   | 15 000^  |
| Испания (PROMUSICAE) | Платиновый   | 100 000^ |
| Великобритания (BPI) | Золотой      | 100 000^ |
| * Данные о продажах приведены только на основе сертификации. ^ Данные о тиражах приведены только на основе сертификации. |              |          |